# Bandiera della Russia
La bandiera russa è un tricolore composto da tre bande orizzontali di uguali dimensioni, i cui colori sono (partendo dall'alto): bianco, blu e rosso.

## Origini
Quando Pietro il Grande visitò i Paesi Bassi nel 1699 allo scopo di apprendere la fabbricazione delle navi, si rese conto che la Russia necessitava di una bandiera per la sua marina. Quindi si ispirò alla bandiera dei Paesi Bassi e creò un tricolore simile, invertendone però la disposizione dei colori.
Questa bandiera divenne la bandiera ufficiale russa il 7 maggio 1883. Quando i bolscevichi presero il potere nel 1917 cambiarono la bandiera, che venne però ripristinata il 21 agosto 1991.
La bandiera russa è la fonte dei colori panslavi.

## Bandiere storiche

Bandiera dell'Impero russo (1858-1917)
Bandiera della casa dei Romanov (era usata per celebrazioni e feste nell'Impero russo) (1858-1914)
Bandiera del Governo provvisorio russo (1917-1918)
Bandiera della RSFS Russa (1918-1937)
Bandiera non ufficiale della RSFS Russa (1925-1937)
Bandiera della RSFS Russa (1937-1954)
Bandiera della RSFS Russa (1954-1991)
Bandiera della Federazione Russa (Agosto 1991-1993)